# TAK
TAK(Tom's lossless Audio Kompressor, 티에이케이)는 무손실 가역압축 오디오 포맷이다.
FLAC을 개량하여 개발되었으나 FLAC과는 달리 오픈 소스가 아니다. 50% 정도의 용량 압축이 가능하다.

## 특징
- 확장자는 .tak이다.
- 같은 가역압축 포맷인 FLAC, TTA와 비교하여 압축율이 높다.
- 인코드 및 디코드 속도가 빠르다.
- 인코딩과 디코딩에 대응하는 오디오 파일은 WAV이다.
- MD5 해시를 포함하며 무결성 여부 확인이 가능하다.
- 비교적 덜 알려진 포맷이기 때문에 지원하는 프로그램이 적다. 재생하기 위한 가장 일반적인 방법은 윈앰프, XMPlay, foobar2000용 플러그인을 공식 웹사이트에서 내려받아 설치하는 것이다.

## 같이 보기
- 멍키 오디오
- FLAC
- TTA
- 애플 무손실
- WavPack